# Lijst van onroerend erfgoed in Bierbeek
Een overzicht van het onroerend erfgoed in de gemeente Bierbeek. Het onroerend erfgoed maakt deel uit van het cultureel erfgoed in België.

## Bouwkundig erfgoed
| Object                                                          | Erfgoedstatus?                                                   | Bouwjaar of architect | Deelgemeente | Adres                                 | Coördinaten                   | Nummer? | Afbeelding                                                      |
| --------------------------------------------------------------- | ---------------------------------------------------------------- | --------------------- | ------------ | ------------------------------------- | ----------------------------- | ------- | --------------------------------------------------------------- |
| Parochiekerk Sint-Hilarius                                      | Monument kerkhofmuur (monument)                                  |                       | Bierbeek     | Dorpsstraat 24                        | 50° 49' 39" NB, 4° 45' 35" OL | 41529   | Parochiekerk Sint-Hilarius                                      |
| Pastorie Sint-Hilariuskerk                                      | Monument                                                         |                       | Bierbeek     | Dorpsstraat 26                        | 50° 49' 37" NB, 4° 45' 37" OL | 41530   | Pastorie Sint-Hilariuskerk                                      |
| Café In de Molen                                                | dorpsgezicht                                                     |                       | Bierbeek     | Dorpsstraat 14                        | 50° 49' 39" NB, 4° 45' 31" OL | 41531   | Café In de Molen                                                |
| Dorpswoning                                                     | dorpsgezicht                                                     |                       | Bierbeek     | Dorpsstraat 18                        | 50° 49' 39" NB, 4° 45' 32" OL | 41533   | Dorpswoning                                                     |
| Woning van bak- en zandsteen                                    | dorpsgezicht                                                     |                       | Bierbeek     | Dorpsstraat 20                        | 50° 49' 38" NB, 4° 45' 33" OL | 41534   | Woning van bak- en zandsteen                                    |
| Woning met bak- en zandsteengevel                               |                                                                  |                       | Bierbeek     | Dorpsstraat 35                        | 50° 49' 41" NB, 4° 45' 37" OL | 41535   | Woning met bak- en zandsteengevel                               |
| Dorpswoningen (deels bewaard)                                   |                                                                  |                       | Bierbeek     | Bergstraat 1-3                        | 50° 49' 42" NB, 4° 45' 36" OL | 41536   | Dorpswoningen (deels bewaard)                                   |
| Rijhuis                                                         |                                                                  |                       | Bierbeek     | Bergstraat 2                          | 50° 49' 42" NB, 4° 45' 38" OL | 41537   | Rijhuis                                                         |
| Hoeve Schotteshof                                               | Monument                                                         |                       | Bierbeek     | Bergstraat 29                         | 50° 49' 54" NB, 4° 45' 32" OL | 41538   | Hoeve Schotteshof                                               |
| Dorpswoning                                                     |                                                                  |                       | Bierbeek     | Dorpsstraat 27                        | 50° 49' 41" NB, 4° 45' 33" OL | 41540   | Dorpswoning                                                     |
| Hoeve                                                           | Monument                                                         |                       | Bierbeek     | Dorpsstraat 30                        | 50° 49' 38" NB, 4° 45' 40" OL | 41541   | Hoeve                                                           |
| Wilderhof van 1906                                              | cultuurhistorisch landschap                                      |                       | Bierbeek     | Dreefstraat 17                        | 50° 50' 33" NB, 4° 45' 33" OL | 41542   | Wilderhof van 1906                                              |
| Dorpswoning                                                     |                                                                  |                       | Bierbeek     | Hoogstraat 1-3                        | 50° 49' 40" NB, 4° 45' 20" OL | 41543   | Dorpswoning                                                     |
| Watermolen                                                      | Monument                                                         |                       | Bierbeek     | Ruisbroekstraat 20                    | 50° 50' 9" NB, 4° 45' 26" OL  | 41547   | Watermolen                                                      |
| Semi-gesloten hoeve                                             |                                                                  |                       | Bierbeek     | Korbeek-Losestraat 37                 | 50° 50' 44" NB, 4° 45' 19" OL | 41548   | Semi-gesloten hoeve                                             |
| Hoeve Hof te Rijcke                                             |                                                                  |                       | Bierbeek     | Korbeek-Losestraat 120                | 50° 50' 48" NB, 4° 45' 30" OL | 41549   | Hoeve Hof te Rijcke                                             |
| Hoeve Katspoelhof                                               | Monument                                                         |                       | Bierbeek     | Katspoelstraat 4                      | 50° 49' 43" NB, 4° 48' 6" OL  | 41550   | Hoeve Katspoelhof                                               |
| Hoeve Blauwe Schuur                                             | Monument                                                         |                       | Bierbeek     | Neervelpsestraat 46, 46A, 48          | 50° 49' 20" NB, 4° 47' 39" OL | 41551   | Hoeve Blauwe Schuur                                             |
| Boerenburgerhuis                                                |                                                                  |                       | Bierbeek     | Waterstraat 1                         | 50° 49' 54" NB, 4° 44' 51" OL | 41552   | Boerenburgerhuis                                                |
| Woning in bak- en zandsteenstijl                                |                                                                  |                       | Bierbeek     | Weterbeekstraat 2-4                   | 50° 50' 24" NB, 4° 47' 32" OL | 41553   | Woning in bak- en zandsteenstijl                                |
| Parochiekerk Sint-Antonius Abt, voorheen Sint-Lambertus         | Monument orgel (monument)                                        |                       | Opvelp       | Hoegaardsesteenweg                    | 50° 48' 33" NB, 4° 47' 40" OL | 41554   | Parochiekerk Sint-Antonius Abt, voorheen Sint-Lambertus         |
| Hoeve Verbrande Toren                                           | dorpsgezicht                                                     |                       | Opvelp       | Verbranden Toren 9-11                 | 50° 48' 34" NB, 4° 47' 51" OL | 41555   | Hoeve Verbrande Toren                                           |
| Hoeve Jezuïetenhof                                              | Monument                                                         |                       | Opvelp       | Velpestraat 33-37                     | 50° 48' 36" NB, 4° 47' 30" OL | 41556   | Hoeve Jezuïetenhof                                              |
| Hoeve Berkenhof                                                 | Monument                                                         |                       | Opvelp       | Weg tussen Weiden 14                  | 50° 48' 21" NB, 4° 47' 19" OL | 41557   | Hoeve Berkenhof                                                 |
| Pastorie Sint-Antonius Abtparochie                              | Monument                                                         |                       | Opvelp       | Hoegaardsesteenweg 10                 | 50° 48' 34" NB, 4° 47' 38" OL | 41558   | Pastorie Sint-Antonius Abtparochie                              |
| Dorpswoning van 1753                                            | Monument                                                         |                       | Opvelp       | Hoegaardsesteenweg 12                 | 50° 48' 37" NB, 4° 47' 37" OL | 41559   | Dorpswoning van 1753                                            |
| Dorpswoning                                                     | Monument                                                         |                       | Opvelp       | Hoegaardsesteenweg 31                 | 50° 48' 35" NB, 4° 47' 36" OL | 41560   | Dorpswoning                                                     |
| Deur in zandstenen omlijsting                                   |                                                                  |                       | Opvelp       | Molensteenstraat 2                    | 50° 49' 9" NB, 4° 48' 10" OL  | 41562   | Upload foto                                                     |
| Hoeve van 1913                                                  |                                                                  |                       | Opvelp       | Vinaafstraat 9                        | 50° 48' 52" NB, 4° 47' 12" OL | 41563   | Hoeve van 1913                                                  |
| Langgevelhoeve                                                  |                                                                  |                       | Opvelp       | Vinaafstraat 17                       | 50° 48' 54" NB, 4° 47' 15" OL | 41564   | Langgevelhoeve                                                  |
| Parochiekerk Heilig Kruis                                       | Monument orgel (monument)                                        |                       | Korbeek-Lo   | Bierbeekstraat                        | 50° 51' 34" NB, 4° 45' 47" OL | 41565   | Parochiekerk Heilig Kruis                                       |
| Gesloten hoeve                                                  |                                                                  |                       | Korbeek-Lo   | IJzerenwegstraat 2                    | 50° 51' 31" NB, 4° 44' 13" OL | 41569   | Gesloten hoeve                                                  |
| Pastorie Heilig Kruisparochie met tuin                          | Monument                                                         |                       | Korbeek-Lo   | Pastoriestraat 54                     | 50° 51' 39" NB, 4° 45' 57" OL | 41570   | Pastorie Heilig Kruisparochie met tuin                          |
| Woning met laadvenster                                          |                                                                  |                       | Korbeek-Lo   | Tiensesteenweg 153                    | 50° 51' 42" NB, 4° 46' 3" OL  | 41571   | Woning met laadvenster                                          |
| Bakstenen woning van 1725                                       |                                                                  |                       | Korbeek-Lo   | Tiensesteenweg 149-151                | 50° 51' 42" NB, 4° 46' 2" OL  | 41572   | Bakstenen woning van 1725                                       |
| Parochiekerk Sint-Lambertus                                     | Monument orgel (monument)                                        |                       | Lovenjoel    | Stationsstraat 50                     | 50° 51' 14" NB, 4° 46' 56" OL | 41574   | Parochiekerk Sint-Lambertus                                     |
| Pastorie van de Sint-Lambertusparochie                          | dorpsgezicht                                                     |                       | Lovenjoel    | Stationsstraat 48                     | 50° 51' 15" NB, 4° 46' 57" OL | 41575   | Pastorie van de Sint-Lambertusparochie                          |
| Boerenhuis en schuur                                            |                                                                  |                       | Lovenjoel    | Tiensesteenweg 286                    | 50° 51' 26" NB, 4° 47' 2" OL  | 41576   | Boerenhuis en schuur                                            |
| Boerenburgerhuis                                                |                                                                  |                       | Lovenjoel    | Tiensesteenweg 197-199                | 50° 51' 38" NB, 4° 46' 20" OL | 41577   | Boerenburgerhuis                                                |
| Woning van 1758                                                 |                                                                  |                       | Lovenjoel    | Tiensesteenweg 261                    | 50° 51' 25" NB, 4° 47' 13" OL | 41578   | Woning van 1758                                                 |
| Hoeve Bordingenhof                                              | Monument                                                         |                       | Bierbeek     | Bevekomsestraat 47                    | 50° 49' 25" NB, 4° 45' 29" OL | 200109  | Hoeve Bordingenhof                                              |
| Kasteel Vijverhof                                               | kasteel (monument) tuinpaviljoen (monument) ijskelder (monument) |                       | Korbeek-Lo   | Bierbeekstraat 89                     | 50° 51' 25" NB, 4° 45' 48" OL | 200113  | Kasteel Vijverhof                                               |
| Hoeve Denonville                                                | Monument                                                         |                       | Bierbeek     | Bevekomsestraat 82                    | 50° 48' 49" NB, 4° 45' 24" OL | 200114  | Hoeve Denonville                                                |
| Hoeve Rachierhof                                                | Monument                                                         |                       | Bierbeek     | Oude Geldenaaksebaan 44               | 50° 48' 50" NB, 4° 45' 5" OL  | 200115  | Hoeve Rachierhof                                                |
| Watermolen Heystmolen                                           | dorpsgezicht                                                     |                       | Lovenjoel    | Bijzondereweg 8                       |                               | 200196  | Watermolen Heystmolen                                           |
| Sint-Kamillusinstituut                                          | Monument                                                         |                       | Korbeek-Lo   | Krijkelberg 1                         |                               | 212490  | Sint-Kamillusinstituut                                          |
| Dorpswoningen                                                   |                                                                  |                       | Lovenjoel    | Bieststraat 65, 69                    |                               | 214810  | Dorpswoningen                                                   |
| Wegkapel                                                        |                                                                  |                       | Lovenjoel    | Bieststraat                           |                               | 214811  | Wegkapel                                                        |
| Gesloten hoeve                                                  |                                                                  |                       | Lovenjoel    | Bieststraat 81                        |                               | 214812  | Gesloten hoeve                                                  |
| Modelhoeve                                                      | dorpsgezicht                                                     |                       | Lovenjoel    | Bijzondereweg 10-12                   |                               | 214813  | Modelhoeve                                                      |
| Sint-Ermelindiskapel                                            |                                                                  |                       | Lovenjoel    | Sint-Ermelindisstraat                 |                               | 214814  | Sint-Ermelindiskapel                                            |
| Onze-Lieve-Vrouwkapel                                           |                                                                  |                       | Lovenjoel    | Bruulstraat                           |                               | 214815  | Upload foto                                                     |
| Mechanische maalderij                                           |                                                                  |                       | Lovenjoel    | Bruulstraat 20                        |                               | 214816  | Upload foto                                                     |
| Hoeve Duquet                                                    |                                                                  |                       | Lovenjoel    | Dreef 1-3                             |                               | 214817  | Upload foto                                                     |
| Instelling Salve Mater                                          | dorpsgezicht                                                     |                       | Lovenjoel    | Groot Park 1-19                       |                               | 214818  | Instelling Salve Mater                                          |
| Hoeve Streephof                                                 |                                                                  |                       | Lovenjoel    | Keizerstraat 51-55                    |                               | 214819  | Hoeve Streephof                                                 |
| Parochieschool                                                  |                                                                  |                       | Lovenjoel    | Kerkstraat                            |                               | 214821  | Parochieschool                                                  |
| Dorpshoeve                                                      |                                                                  |                       | Lovenjoel    | Keizerstraat 47                       |                               | 214822  | Upload foto                                                     |
| Gesloten hoeve                                                  |                                                                  |                       | Lovenjoel    | Langestraat 1                         |                               | 214823  | Gesloten hoeve                                                  |
| Burgerhuis                                                      |                                                                  |                       | Lovenjoel    | Stationsstraat 52                     |                               | 214824  | Upload foto                                                     |
| Gemeentehuis van Lovenjoel en de woning van de onderwijzeressen |                                                                  |                       | Lovenjoel    | Stationsstraat 30                     |                               | 214825  | Gemeentehuis van Lovenjoel en de woning van de onderwijzeressen |
| Burgerhuis                                                      |                                                                  |                       | Lovenjoel    | Groot Park 4                          |                               | 214826  | Burgerhuis                                                      |
| Gemeentelijke jongensschool en onderwijzerswoning               |                                                                  |                       | Lovenjoel    | Stationsstraat 76-78                  |                               | 214828  | Gemeentelijke jongensschool en onderwijzerswoning               |
| Interbellumhoeve                                                |                                                                  |                       | Lovenjoel    | Tiensesteenweg 227                    |                               | 214829  | Upload foto                                                     |
| Eengezinswoning in modernistische stijl                         |                                                                  |                       | Lovenjoel    | Tiensesteenweg 230                    |                               | 214830  | Eengezinswoning in modernistische stijl                         |
| Interbellumwoning                                               |                                                                  |                       | Lovenjoel    | Tiensesteenweg 244                    |                               | 214831  | Upload foto                                                     |
| Dokterswoning                                                   |                                                                  |                       | Lovenjoel    | Tiensesteenweg 250                    |                               | 214832  | Dokterswoning                                                   |
| Kasteel de Spoelberch                                           | dorpsgezicht                                                     |                       | Lovenjoel    | Groot Park 2, 10                      |                               | 214833  | Kasteel de Spoelberch                                           |
| Villa Varenberg                                                 |                                                                  |                       | Lovenjoel    | Varenbergstraat 3                     |                               | 214835  | Villa Varenberg                                                 |
| Villa Zielenberg                                                |                                                                  |                       | Lovenjoel    | Zielenberg 1                          |                               | 215120  | Upload foto                                                     |
| Medisch pedagogisch instituut Ave Regina                        |                                                                  |                       | Lovenjoel    | Klein Park 1, 4-6, Stationsstraat 23F |                               | 215122  | Medisch pedagogisch instituut Ave Regina                        |
| Kasteel Felixhof                                                | Monument                                                         |                       | Lovenjoel    | Klein Park 1                          |                               | 215123  | Kasteel Felixhof                                                |
| Schuur                                                          |                                                                  |                       | Lovenjoel    | Dreef 2                               |                               | 215235  | Schuur                                                          |
| Hoeve Tienmeel                                                  |                                                                  |                       | Bierbeek     | Neervelpsestraat 57                   |                               | 216470  | Hoeve Tienmeel                                                  |
| Domein Hottat                                                   | bouwkundig erfgoed sinds 8/10/2021                               |                       | Korbeek-Lo   | Holleweg 3                            |                               | 300752  | Domein Hottat                                                   |

### Bouwkundige gehelen
| Object               | Erfgoedstatus? | Bouwjaar of architect | Deelgemeente | Adres                                                            | Coördinaten | Nummer? | Afbeelding           |
| -------------------- | -------------- | --------------------- | ------------ | ---------------------------------------------------------------- | ----------- | ------- | -------------------- |
| Dorpskern Korbeek-Lo | Dorpsgezicht   |                       | Korbeek-Lo   | Bierbeekstraat, Pastoriestraat                                   |             | 302561  | Dorpskern Korbeek-Lo |
| Dorpskern Opvelp     | Dorpsgezicht   |                       | Opvelp       | Hoegaardsesteenweg, Koekoeksplein, Velpestraat, Verbranden Toren |             | 302562  | Dorpskern Opvelp     |
| Dorpskern Bierbeek   | Dorpsgezicht   |                       | Bierbeek     | Dorpsstraat                                                      |             | 302563  | Dorpskern Bierbeek   |